# Arctosa fujiii
Arctosa fujiii este o specie de păianjeni din genul Arctosa, familia Lycosidae, descrisă de Tanaka, 1985. Conform Catalogue of Life specia Arctosa fujiii nu are subspecii cunoscute.